# Archipel de Zadar
L’archipel de Zadar, située, en mer Adriatique, au Nord-Ouest et à l’Ouest de la ville de Zadar (Croatie) se compose de 7 îles principales :
- Silba
- Rava
- Molat
- Premuda
- Olib
- Iž
- Ist

Une liaison maritime depuis le port de Zadar assure la communication avec ces îles.